# Jakub Wieczorek
Jakub Wieczorek (* 21. března 1983, Kališ) je polský divadelní herec a také filmový a herní dabér. Jako vypravěč spolupracoval na albu Santo Subito. Je také dabérém počítačových her.

## Polský dabing
Daboval do polštiny (výběr):

### Filmy
- Doba ledová 4: Země v pohybu
- Hobit: Šmakova dračí poušť (Nazrug)
- Varšavské povstání
- Želvy Ninja (film)
- X-Men: Budoucí minulost (Bishop)
- Ant-Man (Gale)
- Následníci (trenér)
- Den nezávislosti: Nový útok (Dikembe Umbutu)
- Tajný život mazlíčků (Duke)
- Legenda o Tarzanovi (náčelník Mbonga)
- Želvy Ninja 2 (Baxter Stockman)
- X-Men: Apokalypsa

### Seriály
- Lokomotiva Tomáš
- Winx Club (Gantlos, 4. řada)
- Super pecky (trenér)
- Můj malý Pony: Přátelství je magické
- V jako Victoria (Otis)
- Legenda Korry
- Dokonalý Spiderman (Nick Fury)
- Henry Nebezpečný (Shawn Corbit)
- Star Wars Povstalci
- To já ne
- Tajný život K.C. (K. Cooper)
- Elena z Avaloru (kapitán Daniel Turner)

### Audio knihy
- Čas opovržení (Zaklínač).